# 松江潤
松江 潤（まつえ じゅん）は、日本のギタリスト、 作曲家、 編曲家である。 東京都出身。　
19歳の頃からサポートギタリストとして活動を始め、1993年、カーネーションの直枝政広のプロデュースにより、ミディからソロデビュー。1998年にSPOOZYSを結成。アメリカにてCDリリース、カレッジチャート1位。CMJチャート最高3位。全米ツアーを成功させ、日本人で初めてのCMJベスト・アクトを獲得。YUKIのバックバンドのリーダー、スネオヘアー、大塚愛、カーネーションなどのサポートギタリストとして活躍。
父親は時代小説家の三宅孝太郎。。

## ディスコグラフィー

### シングル
- Fatty（1993年9月21日）
- PLASTIC PLANET（1999年6月25日）※ Spoozysとして
- ASTRAL ASTRONAUTS（2000年4月21日）※ Spoozysとして
- 人はなぜグラサンで強気になるのか/サングラスの女（2015年7月8日）
- No Headger（2019年5月5日）※ Jun Matsue Group名義
- An Irregular Guy（2019年5月5日）※ Jun Matsue Group名義
- 君は風に吹かれてる/城市之夜的錯/Jの素晴らしき世界（2020年10月16日）
- ヘアスタイルは口ほどにモノを言う!/Nice Middle/ハープのような水しぶきあげて（2020年11月21日）
- アレンジメントヘアスタイル/孤独の惑星（2020年12月12日）
- 解体ディスコ（2021年9月24日）
- 虹の彼方（2021年12月8日）
- ためらいブルー（2022年2月21日）
- ナイトクルーズ気分（2022年7月11日）

### アルバム
- SUNNY POP GENERATION（1993年10月21日）
- WORK OUT EP（1994年9月21日）
- 69（1995年6月30日）※ ALL THAT FUZZ名義
- マツエジュンのゲバゲバ宣言（1996年1月20日）
- 超地球的存在（1998年10月21日）※ Spoozysとして
- ASTRO 99（1999年10月00日）※ Spoozysとして
- SPOOZYS（2000年5月24日）※ Spoozysとして
- CE-III（2003年9月20日）※ Spoozysとして
- Triumph Of Guitar Murderer（2003年3月30日）
- GO GETTER（2005年4月18日）